# Jablonov nad Turňou
Jablonov nad Turňou é um município da Eslováquia, situado no distrito de Rožňava, na região de Košice. Tem 24,46 km² de área e sua população em 2018 foi estimada em 736 habitantes.

## Demografia
| Ano:        | 1994 | 2004   | 2014   | 2024   |
| ----------- | ---- | ------ | ------ | ------ |
| Broj ljudi: | 863  | 862    | 786    | 733    |
| Razlika:    |      | -0,11% | -8,81% | -6,74% |

| Ano:               | 2023 | 2024   |
| ------------------ | ---- | ------ |
| Número de pessoas: | 737  | 733    |
| Diferença:         |      | -0,54% |